# 玻芬眼球贝
玻芬眼球贝（学名：Erosaria boivinii）又稱玻芬宝螺（Cypraea boivinii），为宝贝科眼球贝属的动物。分布于日本、菲律宾、印度尼西亚、科科斯群岛、马尔代夫群岛、台湾岛及中国大陆的海南等地，属于暖海产。牠們一般生活于潮间带岩石岸及20米水深的海底。该物种的模式产地在马来西亚中部。